# Арто (Севниця)
Арто (словен. Arto) — поселення в общині Севниця, Споднєпосавський регіон, Словенія. Висота над рівнем моря: 214,2 м.